# Senegalese vliegenvanger
De Senegalese vliegenvanger (Batis senegalensis) is een zangvogel uit de familie Platysteiridae (lelvliegenvangers).

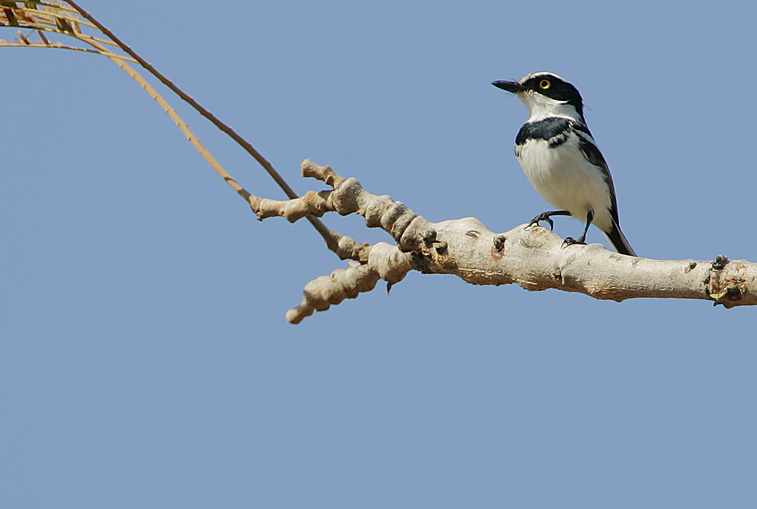
Mannetje in Gambia

## Kenmerken
De vogel is gemiddeld 10 cm lang, weegt 8 tot 11,4 g en lijkt zowel op een vliegenvanger als een klauwier. De vogel is contrastrijk gekleurd in zwart, wit en oker. Het mannetje is van boven donkergrijs met een bruine waas, over het oog loopt een zwart masker met daarboven een witte wenkbrauwstreep en een smalle zwarte kruinstreep. Van onder is hij wit, met een zwarte band over de borst. De vleugel is zwart met een witte band. Het vrouwtje heeft een okerkleurige wenkbrauwstreep en een roestkleurige in plaats van een duidelijke zwarte borstband zoals het mannetje. Bij beide seksen is het oog opvallend goudgeel en zijn de snavel en poten zwart.

## Verspreiding en leefgebied
Deze soort komt voor van Senegal en Gambia tot zuidelijk Mauritanië, zuidelijk Niger en Kameroen.
Het leefgebied bestaat uit droge savanne bebost met doornig struikgewas en geboomte, maar ook in agrarisch gebied, mits rijk aan bomen. De vogel mijdt zwaar bebost gebied langs de kust. In Kameroen komt de vogel voor in hoogvlakten tot op 900 m boven de zeespiegel.

## Status
De grootte van de wereldpopulatie is niet gekwantificeerd. Plaatselijk is de vogel algemeen, maar de Senegalese vliegenvanger gaat in aantal achteruit. Echter, het tempo ligt onder de 30% in tien jaar (minder dan 3,5% per jaar). Om deze redenen staat de soort als niet bedreigd op de Rode Lijst van de IUCN.